# Ameles taurica
Ameles taurica är en bönsyrseart som beskrevs av Jakovlev 1903. Ameles taurica ingår i släktet Ameles och familjen Mantidae. Inga underarter finns listade i Catalogue of Life.